# Burgstall Lindgraben
Der Burgstall Lindgraben bezeichnet eine abgegangene hochmittelalterliche Höhenburg im Hofbereich des Weilers Lindgraben bei  Auerbach, einem heutigen Ortsteil der Gemeinde Horgau im Landkreis Augsburg in Bayern.
Von der ehemaligen Burganlage zeugt nur ein Burgstallrest.